# Centromerus obenbergeri
Centromerus obenbergeri is een spinnensoort in de taxonomische indeling van de hangmatspinnen (Linyphiidae).
Het dier behoort tot het geslacht Centromerus. De wetenschappelijke naam van de soort werd voor het eerst geldig gepubliceerd in 1938 door Josef Kratochvíl & František Miller.